# Cafeteros de Yauco 2017
Questa voce raccoglie le informazioni riguardanti i Cafeteros de Yauco nelle competizioni ufficiali della stagione 2017.

## Organigramma societario
Area direttiva
- Presidente: FPV

Area tecnica
- Primo allenatore: José Torres

## Rosa
| N° | Nome                | Ruolo | Data di nascita   | Nazionalità sportiva |
| -- | ------------------- | ----- | ----------------- | -------------------- |
| 1  | Carlos Rondón       | O     | 30 dicembre 1996  | Porto Rico           |
| 2  | Ralph González      | C     | 16 febbraio 1994  | Porto Rico           |
| 3  | José Quiñones       | C     | 2 febbraio 1994   | Porto Rico           |
| 5  | Iván Matos          | S     | 15 luglio 1990    | Porto Rico           |
| 6  | Christian Torres    | P     | 2 agosto 1993     | Porto Rico           |
| 7  | Héctor Vázquez      | -     | -                 | Porto Rico           |
| 8  | Erick Ramos         | S     | 16 marzo 1996     | Porto Rico           |
| 9  | Javier Rodríguez    | O     | 15 agosto 1997    | Porto Rico           |
| 10 | Luis Quiñones       | C     | 22 settembre 1983 | Porto Rico           |
| 11 | Carlos Concepción   | P     | -                 | Porto Rico           |
| 12 | Ónix Torres         | L     | -                 | Porto Rico           |
| 13 | José Pacheco        | L     | 20 marzo 1997     | Porto Rico           |
| 14 | Pedro Rosario       | S     | 18 maggio 1994    | Porto Rico           |
| 18 | Francisco Caraballo | S     | -                 | Porto Rico           |

## Mercato
| Acquisti | Acquisti            | Acquisti              | Acquisti   |
| R.       | Nome                | da                    | Modalità   |
| -------- | ------------------- | --------------------- | ---------- |
| O        | Carlos Rondón       | Cariduros de Fajardo  | definitivo |
| C        | Ralph González      | -                     | definitivo |
| C        | José Quiñones       | Gigantes de Carolina  | definitivo |
| S        | Iván Matos          | -                     | definitivo |
| P        | Christian Torres    | Patriotas de San Juan | definitivo |
| ?        | Héctor Vázquez      | ?                     | definitivo |
| S        | Erick Ramos         | Mets de Guaynabo      | definitivo |
| O        | Javier Rodríguez    | Colegio Carmen Sol    | definitivo |
| C        | Luis Quiñones       | -                     | definitivo |
| P        | Carlos Concepción   | Plataneros de Corozal | definitivo |
| L        | Ónix Torres         | ?                     | definitivo |
| L        | José Pacheco        | Cariduros de Fajardo  | definitivo |
| S        | Pedro Rosario       | -                     | definitivo |
| S        | Francisco Caraballo | ?                     | definitivo |

| Cessioni | Cessioni | Cessioni | Cessioni |
| R. | Nome     | a        | Modalità |
| --- | -------- | -------- | -------- |
| Non sono avvenuti movimenti di mercato in uscita perché la società è stata inattiva nella stagione precedente |          |          |          |

## Risultati

### LVSM

#### Regular season
| 1ª giornata - 9 settembre 2017 Coliseo Raúl "Pipote" Oliveras, Yauco  | Cafeteros de Yauco   | -     | Indios de Mayagüez | [ 1 ]                      |
| 2ª giornata - 14 settembre 2017 Coliseo Raúl "Pipote" Oliveras, Yauco | Cafeteros de Yauco   | 1 - 3 | Mets de Guaynabo   | 23-25, 25-22, 16-25, 21-25 |
| 3ª giornata - 17 settembre 2017 Coliseo Rafael Llull Pérez, Adjuntas  | Gigantes de Adjuntas | 3 - 1 | Cafeteros de Yauco | 23-25, 29-27, 25-19, 25-23 |

## Statistiche

### Statistiche di squadra
| Competizione | Punti | In casa | In casa | In casa | In trasferta | In trasferta | In trasferta | Totale | Totale | Totale |
| Competizione | Punti | G       | V       | P       | G            | V            | P            | G      | V      | P      |
| ------------ | ----- | ------- | ------- | ------- | ------------ | ------------ | ------------ | ------ | ------ | ------ |
| LVSM         | 0     | 1       | 0       | 1       | 1            | 0            | 1            | 2      | 0      | 1      |
| Totale       | -     | 1       | 0       | 1       | 1            | 0            | 1            | 2      | 0      | 1      |

G = partite giocate; V = partite vinte; P = partite perse